# With Us Until You're Dead
With Us Until You're Dead è un album studio del gruppo Trip hop britannico Archive. È stato pubblicato nell'agosto 2012.

## Tracce
1. Wiped Out – 6:21 (musica: Keeler, Griffiths - testo: Griffiths, Keeler) - Voce di Berrier
2. Interlace – 4:43 (musica: Keeler - testo: Pen) - Voce di Pen
3. Stick Me In My Heart – 3:57 (musica: Keeler - testo: Griffiths, Berrier) - Voce di Berrier
4. Conflict – 5:01 (musica: Keeler - testo: Pen, Keeler) - Voce di Pen
5. Violently – 6:24 (musica: Griffiths, Keeler - testo: Griffiths, Martin) - Voce di Martin
6. Calm Now – 3:53 (Keeler, Griffiths)
7. Silent – 5:39 (musica: Keeler - testo: Griffiths, Quintile) - Voce di Maria
8. Twisting – 4:02 (musica: Keeler - testo: Berrier) - Voce di Berrier
9. Things Going Down – 1:52 (musica: Griffiths, Keeler - testo: Griffiths, Quintile) - Voce di Maria
10. Hatchet – 4:16 (musica: Keeler, Griffiths - testo: Martin) - Voce di Martin
11. Damage – 6:50 (musica: Keeler, Griffiths - testo: Berrier, Griffiths) - Voce di Berrier
12. Rise – 2:50 (musica: Keeler - testo: Pen) - Voce di Pen
13. Aggravated Twisted Fill (Bonus) – 3:36 (musica: Keeler - testo: Griffiths, Berrier)
14. Soul Tired (Bonus) – 3:51 (musica: Griffiths - testo: Griffiths, Pen)
15. Invisible (Bonus) – 4:27 (musica: Keeler - testo: Berrier)

## Formazione
- Darius Keeler - tastiere, pianoforte, piano elettrico, sintetizzatori, programmazione, orchestrazioni, arrangiamenti
- Danny Griffiths - Effetti sonori, tastiere (5, 9), programmazione, arrangiamenti
- Pollard Berrier - voce, chitarra aggiuntiva
- Dave Pen - voce, chitarra aggiuntiva, percussioni
- Maria Quintile - voce
- Holly Martin - voce
- Steve "Smiley" Bernard - batteria, percussioni
- Steve Harris - chitarra
- Jonathan Noyce - basso elettrico